# 鍛治島彩
鍛治島 彩（かじしま あや、1999年7月21日 - ）は、日本の女性アイドルであり、女性アイドルグループ『アップアップガールズ（2）』のメンバー でサブリーダーを務める。好きな色(メンバーカラー)は青 。 特技は鼻リコーダー。
千葉県出身。血液型O型。身長163cm。YU-M エンターテインメント所属。公式ニックネームはかじぃ。その他あやちゃん、あとぅを名乗る。ファンの総称は「あや担」。

## 略歴
2016年11月8日に発表された、「アップアップガールズ（2）オーディション」に応募、2017年2月2日に同オーディションの候補者が初公開され、13名の中に選出された。オーディションに応募したのは「自分に自信をつけたくて、自分にできることを見つけたくて。私、声が特徴的なので、この声を何かに活かしたいって思ってて、アイドルも好きだったのでアイドルになりたいと思って」というのがその理由である。2月25日、東京・AKIBAカルチャーズ劇場にて行われたアップアップガールズ（仮）の定期公演「アップアップガールズ（仮）定期公演 119回 ～アップアップガールズ（2）途中報告会～」にて、橋村理子、吉川茉優、高萩千夏とともにオーディション合格が発表され、アップアップガールズ（2）としての活動を開始する。
個人の仕事としてテレビやラジオなどにも出演。2019年7月指原莉乃がMCを務めるアイドルバラエティ番組「この指と～まれ！season3」でソロ初出演を果たし、「超ホンマでっか！？TV」「芸能人が本気で考えたドッキリGP」にも出演した。他「ヤングタウン土曜日」等ラジオ番組などにも出演、2023年はフジテレビ系情報番組ぽかぽかや、千葉テレビちば朝ライブモーニングこんぱすにも継続的に出演し、2024年にはグラビアデビューを実現。特技である鼻リコーダーを武器に活躍の場を広げている。

### 2017年
- 2月4日、オーディションで開設されたTwitterに初投稿。同じく開設されたSHOWROOMで初配信[11]。
- 3月29日、アップアップガールズ（2）の公式ブログが開設され初投稿[7]。
- 4月6日、AKIBAカルチャーズ劇場で開催された「アプガ(2)AKIBA DE お披露目」でステージデビュー[12]。
- 8月15日、T-Palette Recordsよりリリースされたアップアップガールズ（2）1stシングル「Sun!×3 / 二の足 Dancing」でCDデビュー[13]。
- 11月19日、10月より開始した、ポイントアップアップ選手権[14]の結果発表が行われ、鍛治島が優勝[15]。
- 11月26日、AKIBAカルチャーズ劇場で開催された「アップアップガールズ（2）AKIBA DE 単独！！」にて、ポイントアップアップ選手権で優勝した鍛治島が初のソロ歌唱。アップアップガールズ（仮）の「サイリウム」を披露[16]。

### 2018年
- 2月13日、SHOWROOMでのまいにち配信を開始。現在も継続中[5]。
- 2月15日、初めてのSHOWROOMイベント「【フォロワー数部門・予選B】SHOWROOM動画CMモデルオーディション」に参加[17]。ランキング1位となりSHOWROOMの動画CM出演権を獲得[18]。初のソロ仕事となる[19]。
- 8月19日、AKIBAカルチャーズ劇場で開催された「アップアップガールズ（2）&（プロレス）メンバー対抗 実力診断テスト」にて、観客と審査員の厳正な審査で鍛治島がベストパフォーマンス賞を受賞。副賞としてオリジナルソロ楽曲が贈られることとなる[20]。
- 8月21日、2020年東京オリンピック・パラリンピックに向け、「オール千葉」でおもてなし機運を高めていくことを目的として結成された「オール千葉おもてなし隊[21]」のオピニオンリーダー[22]としての活動が開始。プレ活動としてつばきファクトリーの山岸理子と浅倉樹々とともに、JR成田駅周辺でクリーン活動を行う。
- 8月26日、イオンモール幕張新都心のグランドコートで行われるオール千葉おもてなし隊結成式に鈴木愛理とともに出演[23]。
- 11月11日、「アップアップガールズ（2）ファーストライブツアー #アプガ2ファースト 柏PALOOZA〜鍛治島彩 地元公演〜」 にてオリジナルソロ曲「これからも」を初披露[24]。
- 12月3日、ヨシモト∞ドームより生配信される公開トーク番組「シブオビ～宇田川未成年会議所～」の月曜レギュラーとして出演。自身初のレギュラー番組となる[25]。

### 2019年
- 7月2日、バラエティ番組「この指と〜まれ！season3」に出演[26]。バラエティで頑張りたいアイドル選手権で優勝。優勝特典として、ショートムービーが制作される[27]。
- 7月14日、メンテナンスに森永新菜とともに加入が決定[28]。
- 8月2日〜8月4日、TOKYO IDOL FESTIVALにてアイドルカラオケバトル2019のMCを務める[29]。
- 11月20日、バラエティ番組「超ホンマでっか!?TV」に足の悪臭に悩むブーツ脱げない女子として地上波ゴールデンタイム初出演[30]。

### 2020年
- 1月11日、ラジオ「MBSヤングタウン土曜日」に初出演[31]。
- 5月17日、ソロ弾き語りオンラインライブ『鍛治島彩 #カジスティックLIVE vol.1』をツイキャスで生配信[32]。
- 5月17日、鍛治島が初めて作曲したアップアップガールズ（2）の楽曲「どのみちハッピー！」のMVが公開される[33]。
- 10月10日、初台 THE DOORSで初のソロライブ「KAJISTIC LIVE prologue」を開催。自身で作曲をした「光れ！涙！」を初披露[34]。

### 2021年
- 6月22日、東京2020パラリンピックの千葉県の聖火ランナーに決定したことが発表される[35]。
- 7月22日、東京・表参道GROUNDでソロライブ『鍛治島彩 KAJISTIC LIVE 2222』を開催。自身が作曲した「ザマミロ・スキャット」を初披露[36]。
- 8月18日、東京2020パラリンピックの千葉県の聖火リレーは、公道での聖火リレーに代え、点火セレモニーを実施。同イベントに参加[37]。
- 8月19日、下北沢ろくでもない夜で開催された僕たちの2日間戦争に出演。ソロで出演した初の対バンイベントとなる[38]。
- 8月24日、東京2020パラリンピック開会式が実施され、鍛治島の点火セレモニーの映像が使用される[39]。

### 2022年
- 4月25日、ソロアルバム「KAJISTICK ALBUM」が配信リリース。初のソロアルバム[40]。
- 4月29日、初台 THE DOORSでソロライブ「KAJISTICK LIVE 剛毅果断」を開催。前述の「KAJISTICK  ALBAM」のCD盤を発売[41]。
- 5月22日、川崎CLUB CITTA'で開催された「アップアップガールズ（２）春ツアー 〜2022年はニキの年！ファイナル！〜 ー吉川茉優卒業公演、そして新体制へー」にて、サブリーダーに就任することが発表される[3]。
- 6月26日、ZOZOマリンスタジアムで行われる千葉ロッテマリーンズ対オリックス・バファローズ戦にて「ALL FOR CHIBA」が開催され、保田圭、岡田ロビン翔子とともに千葉県のPRを行う。球場外周ボールパークステージ、グラウンド上での試合前イベント、5回表終了後のイニング間イベントで様々なPR活動を行う[42]。
- 7月8日、@JAM ALLSTARS 2022のメンバーに選出[43]。
- 11月5日、GTFグリーンチャレンジデー2022 in 新宿御苑 SATOYAMA＆SATOUMI環音LIVEでモーニング娘。の楽曲「ふるさと」をソロ歌唱
- 12月13日、アイドル大喜利大会「おもカワ」に出演、minan（lyrical school）と対戦[44]
- 12月14日、SHOWROOMイベント「HICARE地上波CMモデルオーディション！」1位獲得[45]

### 2023年
- 2月8日、バラエティ番組「ぽかぽか」の「ふわふわ特技さん」のコーナーで、リコーダー、ピアニカ、ホイッスル、タンバリンの4つの楽器「同時演奏」を披露する。地上波生放送初出演。[46]
- 6月15日、千葉県が主催する「千葉県誕生150周年記念行事オープニングイベント」に、オール千葉おもてなし隊オピニオンリーダー一員として、保田圭、宮本佳林とともに出演。友情出演としてアップアップガールズ(2)としても出演。
- 9月8日(金)、千葉ロッテマリーンズ×オリックス・バファローズ戦での「ALL FOR CHIBA[47]」に登場。場外イベントのほか、試合中の場内にも登場した。
- 9月20日、声帯結節の手術を受けることをSNSで公表。[48]

### 2024年
- 1月17日、冠番組をかけた「スカパー！投票」企画で1位獲得。冠番組権利を取得した。[49]
- 3月20日、スポーツライブ+にて初の冠番組となる鍛治島彩のヤっちゃえ！かじぃ[50]　が放送された。
- 3月20日、ベイエフエム「78 musi-curate」[51]でか美ちゃんのサポート役としてレギュラー出演を開始。
- 4月19日、雑誌FRIDAYでグラビアデビュー[52]。
- 4月30日、デジタル写真集「こんなかじぃ見たことないッ！」[53]を発売。
- 7月26日、「おもカワ～アイドルコントバトル」にて、最多得票で1位[54]を獲得。
- 8月22日、FLOWERS BAKE＆ICE CREAMで1日店長イベント[55]を開催。
- 10月6日、フルバンド構成でのソロライブ「KAJISTIC LIVE2024」[56]を開催。
- 12月14日、SHOWROOM公式スタジオから、2025年1月4日開催の単独ライブを告知する特番[57]を配信。

### 2025年
- 5月21日、PANTAが病床から応援し続け、その笑顔に支えられたアイドルとして、2025年7月7日 『七夕忌』　PANTA三回忌追善ライブにオープニングアクトで参加決定[58]。

## 人物
- 苗字の「鍛治島」は国内で10名程度しかいないと言われている[59]。

- 名前の「彩」は「感情が豊かでいろどりのある子に」という願いを込めて付けられた[60]。
- 鼻でリコーダーを吹く「元祖鼻リコーダーアイドル」[61]。絶対音感を持ち[62]、耳で聴いた音色を再現できる。
- 公式ニックネームは「かじぃ」。SHOWROOM配信中に発した「あとぅ」を名乗ることもある。
- アップアップガールズ（2）での担当カラーは、自身の好きな色である「青」[4]。
- 千葉県出身。松戸市に住んでいたことがある。[注釈 1]

### アップアップガールズ（2）加入前
- 1歳上の姉がいる[63]。学生時代までは姉妹で比較される機会が多かったが、姉を上回る成果を出せずにいた。落ち込む鍛治島を祖母は「できることがある」と励まし続けていた。期待に応えられない日々が続き、「もう二度と挑戦しない」と祖母に言ってしまう事もあった。[64]
- 小学校2年生から中学校卒業までの8年間バスケットボール部に所属。姉の影響で同学年で最も早く始めるも、選手に選ばれずに8年間補欠で過ごす[63]。やめようと思っていたが顧問である恩師に「できることがある」と祖母同様に励まされ、バスケ部活動を継続。自身がバスケ部にいた軌跡を残すべくマネージャーでベンチ入りを果たす。バスケは中学卒業と同時に引退。[64]
- 高校進学後のある日、恩師に中学校へ呼び出され「何かできるようになったか？自分では気づいていないできることがある、人柄は絶対曲げるな」と言葉をかけられた。その数日後、恩師は病で他界。この言葉が恩師からの最後の言葉になり「絶対に無駄にしてはいけない」と誓う。[64]
- 恩師の他界から半年ほどして祖母が他界。恩師と祖母を同時期に亡くした鍛治島をアルバイト先のパートの主婦たちが温かく支えていた。[64]
- ハロー！プロジェクトやNMB48などの女性アイドルグループが好きで、よく曲を聴いており励まされていた。将来は専門学校に進学し、就職をする未来を描いていが、テレビ東京他で放送されていた音楽番組「The Girls Live」を見てアップアップガールズ（仮）のオーディション[8]を知り、応募。書類審査を通過し、最終のSHOWROOM審査まで進む。初回はアルバイトに向かう直前の短時間しか配信出来なかったが、その時、自身の配信を待っている視聴者の存在に出会う。自分を待っている存在を目の当たりにした鍛治島は、配信時間を確保するべく、アルバイトのシフト交代をパート主婦たちに相談。主婦たちは快く交代した。[64]
- SHOWROOM審査期間中にリコーダーを披露した際、ある視聴者が「鼻で吹いて」とコメントしたのをきっかけに鼻リコーダーを始める。その後、配信ポイントが伸び、審査開始直後13位だったが最終5位となり、オーディション合格に繋げた[9]。[64]
- 加入確定前の母親と事務所社長、鍛治島による3者面談時、「これは賭けだ、頑張ってほしい」と社長に言われる。そこで「頑張るしかない」と覚悟を決める。[64]
- 合格後、アルバイト先へ退職を申し出に行くと、確定シフトが残っているにもかかわらず店長とパート主婦たちは祝ってくれた。店長は「何かあれば戻ってこれるように」と、鍛治島のロッカーとエプロンは残したまま、休職扱いで処理をした。[64]

【参考】豪の部屋　鍛治島彩が抱え続けた〇〇への劣等感とは？ひねくれても諦めなかった精神が紡いだアイドルまでの道のり

### アップアップガールズ（2）加入後
- ソロ仕事もなく鼻リコーダーの子として過ごしていたが、応援しているファンに自分の姿を見せたいと思い立ち、SHOWROOMイベントに出場し、ソロ仕事を獲得[18]。SHOWROOM毎日配信と鼻リコーダーを続け、徐々に認知を広げる。しばらくして公開トーク番組「シブオビ～宇田川未成年会議所～」のウダガールのメンバーに選ばれ、ここでも鼻リコーダーを駆使して活躍した[25]。[64]
- 鼻リコーダーが浸透していく一方、王道アイドルとして活動する中で鼻リコーダーがマイナスになっているのではと不安を感じた鍛治島はギターを始める[65]。練習を重ね、自身で作曲した音源を事務所社長[注釈 2]に提出。この曲がアップアップガールズ（2）の「どのみちハッピー！」[66]としてシングル発売された[67]。[64]
- オール千葉おもてなし隊オピニオンリーダーとしても活動中[21]。オファーがあれば活動に参加するようにしていた。ある日、パラリンピック聖火ランナーの面接に極秘で参加。面接では祖母に勇姿を見せたい想いを語った。生前の祖母は持病を抱えており自宅がバリアフリー設計であったことや、祖母がテレビでパラリンピックを見ながら選手の経歴や人物像を鍛治島に話していたことを面接官に語った。結果、パラリンピック聖火ランナーに合格[35]。[64]
- 2023年9月20日、声帯結節の手術を行うことを公表[48]。10月は「沈黙期間」、「ライブはパフォーマンスのみ、お話しする機会はスマートフォンや筆談」と発表。
- 2024年4月19日、週刊誌FRIDAYでグラビアデビュー[68]。いつグラビアのオファーが来ても対応できるようにデビュー以降、継続的にトレーニングに励んでいたと本人談。

【参考】豪の部屋　鍛治島彩が抱え続けた〇〇への劣等感とは？ひねくれても諦めなかった精神が紡いだアイドルまでの道のり

## 出演

### テレビ
- この指と〜まれ!season3（2019年7月2日、フジテレビ）[26]
- プレミアの巣窟（2019年10月7日・2020年8月10日、フジテレビ）

- 超ホンマでっか!?TV（2019年11月20日、フジテレビ）[30]
- 芸能人が本気で考えた!ドッキリGP（2021年4月17日・8月21日・10月23日、フジテレビ）[69][70][71]
- あるある土佐カンパニー（2021年6月2日・6月16日、日本テレビ）[72]
- 全力坂 インフォマーシャル（2022年1月24日・25日、テレビ朝日 )
- くりぃむナンタラ（2022年2月27日、テレビ朝日）[73]
- ぽかぽか（2023年2月8日、3月22日、フジテレビ）[46][74]
- ちば朝ライブモーニングこんぱす （2023年5月26日、9月8日、9月15日、千葉テレビ）[75][76]
- 鍛治島彩のヤっちゃえ！かじぃ（2024年3月20日、スポーツライブ+）[50]

### ラジオ
- KASHIWA MUSIC FACTORY（2018年11月1日、ベイエフエム）[77]
- MBSヤングタウン土曜日（2020年1月11日[78]・6月20日・2021年3月13日[79]・7月10日[80]・10月2日、MBSラジオ）
- ミュ〜コミ+プラス（2020年2月19日、ニッポン放送）
- FAV FOUR （2023年8月2日、エフエムナックファイブ）水曜、でか美ちゃん欠席代打での出演。[81]
- 78 musi-curate（2024年3月20日、BAYFM）27時台、でか美ちゃんのアシスタントとして出演。[82]
- オレたちゴチャ・まぜっ!〜集まれヤンヤン〜（2024年4月21日 - 2025年4月13日、MBSラジオ） - ヤンヤンガールズ16期生[83]。

### 雑誌
- FRIDAY（2024年4月19日）[52]
- 週刊SPA！【週刊SPA！×TIF2024コラボ】“真夏のアイドル頂上決戦（2024年7月23日）[84]
- ヤングチャンピオン 2024年No.20（2024年9月24日）[85]

### CM
- メイコー化粧品　HI CARE 地上波CM出演（2023年4月4日、テレビ朝日（関東・一都六県））[86]

### グラビア
- 鍛治島彩 こんなかじぃ見たことないッ！vol.1、vol.2（2024年4月19日、FRIDAY）[68]
- ヤングキングBULL13号（2025年6月2日、少年画報社）- 巻末グラビア[87]

### Web配信

#### グループ内選抜出演
- NO編集ロケバラエティありのままのアイドル2(事情)（2018年11月6日・11月13日・11月20日・11月27日、Kawaiian for ひかりTV）[88]
- ホラー百物語　事故物件に泊まろう　アップアップガールズ（仮）&（2）編（2019年8月18日、ニコニコ生放送）[89]
- 野性爆弾のザ・ワールド・チャネリング season3（2019年10月25日、Amazon Prime Video）[90]
- 極楽とんぼのタイムリミット（2020年7月12日、AbemaTV）[91]
- @ JAM THE WORLD（2020年6月1日・2021年7月12日・2021年10月18日・2022年1月10日、 ミクチャ)
- 六本木アイドルフェスティバル2020ナビゲート番組 出張！杏子のへや(2020年8月10日、YouTube logirlテレ朝動画公式チャンネル)

#### ソロ出演
- シブオビ～宇田川未成年会議所～（2018年12月3日-2019年3月25日、ひかりTVチャンネル+）- 月曜日レギュラー[25]
- 銚子市・銚子の年末年始を盛り上げる会が実施する年末年始イベント実施に向けた清掃活動(2019年2月27日、YouTube SATOYAMA & SATOUMI movement 公式チャンネル)[92]
- IDOL QUIZ BOOKIE（2019年5月10日、ニコニコ生放送）[93]
- @JAM THE WORLD(2019年7月8日、SHOWROOM)
- 2020ミス・インターナショナル楽屋裏生配信！森永新菜応援スペシャル！(2019年11月26日、鍛治島彩SHOWROOM)[94]
- 高萩千夏バースデースタジオライブ配信(2020年7月4日、YouTube　にきチャン！)[95]
- オールナイトかじぃ(2020年7月20日、YouTube　にきチャン！)[96]
- 県産いちごでおもてなし オール千葉おもてなし隊(2020年9月7日、YouTube SATOYAMA & SATOUMI movement 公式チャンネル)[97]
- 極楽とんぼのタイムリミット（2020年11月8日、AbemaTV）[98]
- 館山市の「花」PR オール千葉おもてなし隊　おもてなしの輪プロジェクト(2021年3月22日、YouTube SATOYAMA & SATOUMI movement 公式チャンネル)[99]
- ３３１【アップアップフィルム】(2021年4月26日、YouTube　upupgirlsofficial)[100]
- 教えて！クロちゃん先生#17(2021年7月23日)[101]・#25(2021年9月17日)[102]・#44(2022年1月28日)[103]・#52(2022年3月25日)[104]（AbemaTV）
- SHOWROOM夏祭り特番 【第2夜】(2021年8月7日、SHOWROOM)
- #鍛治島12時間配信 12時間ぶっとうしSHOWROOM生配信(2021年9月2日、鍛治島彩SHOWROOM)
- CanCamRoom(2021年10月28日、SHOWROOM)
- 猫舌SHOWROOM『豪の部屋』(2022年3月8日、SHOWROOM)[64]
- 【緊急】鍛治島彩大事なお知らせ配信(2022年3月24日、YouTube にきチャン！)
- 香取市で「古の水郷の町」“おもてなし”オール千葉おもてなし隊 おもてなしの輪プロジェクト(2021年5月28日、YouTube SATOYAMA & SATOUMI movement 公式チャンネル)[105]
- 千葉県魅力発信ブース生配信(2022年6月26日、YouTube SATOYAMA & SATOUMI movement 公式チャンネル)[106]
- GTFグリーンチャレンジデー2022 in 新宿御苑（2022年11月5日）[107]
- おもカワ2022～アイドル大喜利シングルトーナメント～（2022年12月13日）[44]
- ぽかぽか（2023年2月8日、3月22日、フジテレビ）[46][74]
- メイコー化粧品　HI CARE 地上波CM出演（2023年4月4日、テレビ朝日（関東・一都六県））[86]
- クロちゃんとクルーちゃん 2nd（2023年4月7日 ‐ 2024年3月29日、Abema）準レギュラー [108]
- ちば朝ライブモーニングこんぱす （2023年2月8日、3月22日、フジテレビ）[75][76]
- ABEMA BOATRACE COLORS『クロクルパレット』（2024年4月5日 - 2025年3月、ABEMA）
- ABEMA BOATRACE COLORS『ときめきファンファーレ』（2025年4月18日 - 、ABEMA）

### 映画
- セブンティーンモータース（2019年）- あけみ役

### コンサート
- アップアップガールズ（仮）原点回帰ツアー ド根性～原点にカエル～ 柏 の巻（2018年2月3日、DOMe KASHIWA）
- 鍛治島彩生誕祭（2018年7月20日、パシフィックヘブン）[109]
- アップアップガールズ（2） 鍛治島彩バースデーイベント（2019年7月21日、パシフィックヘブン）[110]
- 鍛治島彩 #カジスティックLIVE vol.1（2020年5月17日、ツイキャス）[111]
- 鍛治島彩 #カジスティックLIVE vol.1.1（2020年5月30日 ツイキャス）[112]
- KAJISTICK LIVE prologue（2020年10月10日、初台 The DOORS）[113]
- 関根梓25th Special アズーサンの音楽隊（2021年6月14日、下北沢ろくでもない夜）[114]
- KAJISTICK LIVE 2222（2021年7月22日、表参道GROUND）[115]
- 僕たちの2日間戦争（2021年8月19日、下北沢ろくでもない夜）[116]
- KAJISTICK LIVE 剛毅果断 (2022年4月29日、初台 The DOORS）[117]
- ☆23rdかじバースデー☆ ～サブリーダーになりました～（2022年7月28日、表参道GROUND）[118]
- KAJISTIC LIVE2024 (2024年10月6日、表参道GROUND）[56]
- PANTA三回忌追善ライブ　七夕忌（2025年7月7日、 Duo MUSIC EXCHANGE）- オープニングアクトとして出演[119]

### イベント
- #鍛治島きっかけ SHOWROOM出張配信（2018年10月13日）[120]
- #鍛治島きっかけ SHOWROOM出張配信 ２回目（2018年11月13日）
- #鍛治島きっかけ SHOWROOM出張配信番外編『かかって来なさい/OVER DRIVE』発売直前スペシャルトーク（2018年12月13日）[121]
- #鍛治島きっかけ 流行語大賞は「以上です！」（2019年1月20日）[122]
- 毎日配信1年突破！！！まだまだ行くぜ！#鍛治島きっかけ SHOWROOM出張配信（2019年3月1日）[123]
- みんなで乾杯！遅めの赤坂単独後夜祭！#鍛治島きっかけ SHOWROOM出張配信（2019年4月17日）[124]
- ツアー直前！チケット100枚売れるまで帰れまテン！？＃鍛治島きっかけ（2019年5月20日）[125]
- 「第9回は10代ラスト19歳トリオで歌っちゃおう！ハロプロさん大好きマンが武道館公演の真裏でセレモニー」#鍛治島きっかけ SHOWROOM出張配信（2019年6月18日）[126]
- #鍛治島きっかけ SHOWROOM出張配信（2019年7月30日）[127]
- おかげさまで第10回 これからどうなる！？#鍛治島きっかけ SHOWROOM出張配信（2019年9月17日）[128]
- 「ミチトモさんとシモキタ・ヨッキュー」＃鍛治島きっかけ SHOWROOM出張配信（2019年10月17日）[129]
- 「にいなおめでとう！あみちゃんいらっしゃい！アプガ2親睦会！」#鍛治島きっかけSHOWROOM出張配信（2019年12月17日）[130]
- 「祝成人！ちょっと遅れたお正月ビンゴ大会！」#鍛治島きっかけSHOWROOM出張配信（2020年1月15日）[131]
- #鍛治島きっかけSHOWROOM出張配信（2020年2月21日）[132]
- タワーレコード池袋店 鍛治島彩『KAJISTICK ALBUM』リリースイベント（2022年9月12日）[133]
- Hello! Project 25周年 モーニング娘。2期 保田圭・矢口真里presents「2(に)」(2023年5月26日)[134]
- 鍛治島発表会　～ 7年目の愛を込めて ～（2023年7月21日）[135]
- vs鍛治島〜25歳自分に負けるな〜（2023年7月22日）[136]
- 復刻!鍛治島SHOWROOM出張配信 ~ 2635日を一緒に迎えよう~（2025年5月7日）[137]

#### オール千葉おもてなし隊
- オール千葉おもてなし隊結成式（2018年8月26日、イオンモール幕張新都心）[23]
- ちばアクアラインマラソン2018（2018年10月21日、木更津市内）[138]
- Power Series 2019 in CHIBA（2019年3月14日、ZOZOマリンスタジアム）[139]
- 春の全国交通安全運動（2019年5月16日、幕張パーキングエリア）
- 県民の日ちばワクワクフェスタ2019（2019年6月16日、幕張メッセ）[140]
- 一宮海岸清掃（2019年8月31日、一宮海岸）
- 第24回エコメッセ2019inちば（2019年10月20日、幕張メッセ）[141]
- ちばいちごフェスタ2020（2020年1月15日、イオンモールむさし村山）[142]
- 「おもてなし看板」お披露目（2020年3月16日、国府台駅）[143]
- 2020観光地美化キャンペーン＠検見川の浜（2020年11月23日、検見川の浜）[144]
- M-line Special 2021〜Make a Wish!〜（2021年5月30日、千葉市民会館）[145]
- Rethinkフォーラム～視点を変えれば、世の中は変わる。(2021年6月26日、三井ガーデンホテル千葉）[146]
- ARIGATO TOKYO 2020フェスティバル（2021年11月28日、千葉県文化会館）[147]
- 千葉つながるフェス～オリ・パラのレガシーを次世代へ伝えよう～（2022年1月30日、イオンモール幕張新都心）[148]
- ALL FOR CHIBA（2022年6月26日、ZOZOマリンスタジアム）[42]
- GTFグリーンチャレンジデー2022 in 新宿御苑（2022年11月5日、新宿御苑）[107]
- 千葉県誕生150周年記念行事オープニングイベント(2023年6月11日、森のホール21)[149]
- 千葉ロッテマリーンズ×オリックス・バファローズ戦での「ALL FOR CHIBA[47]」（2023年9月8日、 ZOZOマリンスタジアム）

#### その他
- ミチトモフライディナイト vol.4（2018年5月25日、新宿ロフトプラスワン）[150]
- TIF2019 アイドルカラオケバトル2019(2019年8月2-3日) - MC[151]
- 渡辺未詩二十歳の生誕祭 カジミウ出張配信！inハロショ vol.1（2019年10月20日、ハロー!プロジェクトオフィシャルショップ東京秋葉原店）[152]
- 鍛治島彩×SHIBUYA109商品開発部×SHOWROOM（2019年12月6日、SHIBUYA109）[153]
- 第5回離れ目アイドル大賞2019（2020年1月18日、阿佐ヶ谷ロフトA）[154]
- パラリンピック聖火リレー 千葉県聖火フェスティバル（2021年8月18日、千葉ポートパーク）[35]
- TIF2021 アイドルカラオケバトル2021 DAY2(2021年10月2日) - MC[155]
- HIKARI NOA Solo Project〜Road to Death match〜「I'm Alive CD&写真集発売イベント」（2022年4月19日、タワーレコード池袋店）[156]
- 鍛治島彩 CD Single「KAJISTICK ALBUM」発売イベント（2022年9月12日、タワーレコード池袋店）[157]
- Hello! Project 25周年 モーニング娘。2期 保田圭・矢口真里Presents「2(に)」（2023年5月26日、I'M A SHOW）[158]

## 作品

### アルバム
| ＃ | リリース日    | タイトル        | 収録曲                                | 作詞     | 作曲                 | 編曲       |
| -- | ------------- | --------------- | ------------------------------------- | -------- | -------------------- | ---------- |
| １ | 2022年4月25日 | KAJISTICK ALBUM | 1.光れ！涙！                          | NOBE     | 鍛治島彩             | 佐々木侑太 |
| １ | 2022年4月25日 | KAJISTICK ALBUM | 2.恋のRock’n Night                    | NOBE     | michitomo/佐々木侑太 | 佐々木侑太 |
| １ | 2022年4月25日 | KAJISTICK ALBUM | 3.ザマミロ・スキャット                | 児玉雨子 | 鍛治島彩             | 佐々木侑太 |
| １ | 2022年4月25日 | KAJISTICK ALBUM | 4.これからも                          | NOBE     | michitomo            | NojaStone  |
| １ | 2022年4月25日 | KAJISTICK ALBUM | 5.光れ！涙！ [Instrumental]           |          |                      |            |
| １ | 2022年4月25日 | KAJISTICK ALBUM | 6.恋のRock’n Night [Instrumental]     |          |                      |            |
| １ | 2022年4月25日 | KAJISTICK ALBUM | 7.ザマミロ・スキャット [Instrumental] |          |                      |            |
| １ | 2022年4月25日 | KAJISTICK ALBUM | 8.これからも [Instrumental]           |          |                      |            |

### 作曲
- アップアップガールズ（2）
  - どのみちハッピー！
  - にきちゃんわんだーらんど（michitomoとの共同作曲）
  - しあわせの半径（michitomoとの共同作曲）
  - Life Is Beautiful